# Cannibal Holocaust (EP)
Cannibal Holocaust är det amerikanska death metal-bandet Necrophagias andra EP. Den gavs ut oktober 2001 av skivbolaget Season of Mist. EP:n och första låten har namn efter filmen Cannibal Holocaust från 1980. Videon till låten innehåller klipp från filmen. Cannibal Holocaust återutgavs 2002 som 10" vinyl av skivbolaget Displeased Records.

## Låtförteckning
1. "Cannibal Holocaust" – 6:23
2. "Burning Moon Sickness" – 3:58
3. "It Lives in the Woods" – 3:19
4. "Baphomet Rises" – 3:58
5. "Chainsaw Lust" – 2:19
6. "Cannibal Holocaust" (video) – 6:23

## Medverkande
Musiker (Necrophagia-medlemmar)
- Killjoy (Frank Pucci) – sång
- Anton Crowley (Phil Anselmo) – gitarr
- Jared Faulk – basgitarr
- Wayne "Doobie" Fabra – trummor
- Frediablo (Fred Prytz) – gitarr
- Opal Enthroned – keyboard

Produktion
- Robin Weinstein – foto